# Jean-Adolphe d'Anhalt-Zerbst
Jean-Adolphe d'Anhalt-Zerbst (* 2 décembre 1654 à Zerbst; † 19 mars 1726 à Zerbst), de la Maison d'Ascanie est un prince d'Anhalt-Zerbst. 

## Biographie
Jean Adolphe est le cinquième fils du prince Jean VI d'Anhalt-Zerbst (1621-1667) et de Sophie-Augusta de Holstein-Gottorp (1630-1680), fille du duc Frédéric III de Holstein-Gottorp. Après la mort de son père, il est encore sous la tutelle de sa mère, du landgrave Louis VI de Hesse-Darmstadt et du prince Jean-Georges II d'Anhalt-Dessau. 
Après l'achèvement de son Grand Tour, il entre en 1674 dans l'armée de la Principauté de Lunebourg et participe à la bataille de Ensisheim contre le maréchal de Turenne. Ensuite, Jean-Adolphe sert dans les armées néerlandaises, danoises et pour le Brandebourg. En 1684, il rejoint le marquis Louis-Guillaume de Bade-Bade, contre les turcs. Lors de la reprise de la guerre contre la France il combat à la Bataille de Walcourt. À la Bataille de Steinkerque en 1692, il conduit l'avant-garde du duc de Wurtemberg.
En 1676, il conclut, avec ses frères, un traité, où le droit d'aînesse est introduit, et il reçoit un apanage. Jean-Adolphe a beaucoup voyagé et s'occupe de questions théologiques. Il écrit plusieurs Cantiques. Après la mort du prince Victor-Amédée d'Anhalt-Bernbourg Jean-Adolphe a des prétentions sur les domaines familiaux, mais après plusieurs années de querelles, le Conseil aulique rejette ses demandes en 1722.
Sous le nom de La Starkriechende, il est membre de la Société des fructifiants.
Il meurt célibataire et sans enfants. Il est enterré dans l'église de Saint-Bathélemy de Zerbst.

## Sources
- Johann Samuel de le Dévaloriser: Générale Encyclopädie des Sciences et des Arts, par ordre alphabétique, J. f. Gleditsch, 1842, P. 371 f. (texte en ligne)
- En août, B. Michel, Julius Wilhelm Hamberger: Introduction à une volständigen Histoire de la Coire et Princière Maisons dans Teutschland, Meyer, 1785, P. 679